# Eleição municipal de Vitória da Conquista em 2012
A eleição municipal da cidade brasileira de Vitória da Conquista ocorreu em 7 de outubro de 2012 para eleger um prefeito, um vice-prefeito e 21 vereadores que foram responsáveis pela administração da cidade baiana no mandato que se iniciou em 1° de janeiro de 2013 e terminou em 31 de dezembro de 2016. O prefeito titular era Guilherme Menezes, do Partido dos Trabalhadores, que pela legislação eleitoral poderia tentar a reeleição.
O prefeito Guilherme Menezes, do Partido dos Trabalhadores foi reeleito em 2° Turno com 91.072, o que representou 56,28% dos votos válidos, assumindo assim o seu quarto mandato à frente do executivo conquistense, tendo como vice o socialista Joas Meira.

## Candidatos
| Nº | Prefeito  | Prefeito                                       | Prefeito | Prefeito | Vice-prefeito(a) | Vice-prefeito(a) | Vice-prefeito(a)                               | Vice-prefeito(a) | Vice-prefeito(a)  | Coligação Partido(s)                                                            | Ref.        |
| Nº | Candidato | Candidato                                      | Partido  | Cargos relevantes | Candidato(a)     | Candidato(a)     | Candidato(a)                                   | Partido          | Cargos relevantes | Coligação Partido(s)                                                            | Ref.        |
| -- | --------- | ---------------------------------------------- | -------- | --- | ---------------- | ---------------- | ---------------------------------------------- | ---------------- | ----------------- | ------------------------------------------------------------------------------- | ----------- |
| 12 |           | Abel Rebouças Abel Rebouças São José           | PDT      | - Reitor da Universidade Estadual do Sudoeste da Bahia |                  |                  | Edenisia Fraga Edenisia Fraga de Souza Correia | PDT              |                   | A Conquista que Você Merece (PDT, PRB, PSDC, PHS, PTdoB, PTC)                   | [ 4 ] [ 5 ] |
| 13 |           | Guilherme Menezes Guilherme Menezes de Andrade | PT       | - Secretário Municipal de Saúde de Vitória da Conquista (1991-1992) - Deputado Estadual pela Bahia (1995-1996) - Prefeito de Vitória da Conquista (1997-2002, 2009-2012) - Deputado Federal pela Bahia (2003-2008) |                  |                  | Joas Meira Joas Meira Cardoso                  | PSB              |                   | Frente Conquista Popular (PT, PSB, PP, PTB, PSL, PTN, PSC, PR, PPL, PSD, PCdoB) | [ 6 ]       |
| 15 |           | Herzem Gusmão Herzem Gusmão Pereira            | PMDB     | - Radialista |                  |                  | Claudionor Dutra Claudionor Dutra Neto         | PSDB             |                   | Conquista Quer Mudar (PMDB, PSDB, DEM, PMN, PRP)                                | [ 7 ] [ 8 ] |
| 23 |           | Elquisson Soares Elquission Dias Soares        | PPS      | - Vereador de Vitória da Conquista (1973-1975) - Deputado Estadual pela Bahia (1975-1979) - Deputado Federal pela Bahia (1979-1983, 1983-1987)                                                                     |                  |                  | Frederico Ferraz Frederico Ferraz Melo         | PPS              |                   | Partido Isolado                                                                 | [ 9 ]       |
| 43 |           | Edigar Mão Branca Edigar Evangelista dos Anjos | PV       | - Deputado Federal pela Bahia (2007-2010) |                  |                  | Alcides Santana Alcides José de Santana Neto   | PV               |                   | Partido Isolado                                                                 | [ 10 ]      |

## Entrevistas e Debates

### 1.º Turno
| Veículo da entrevista | Mediador (es)    | Mão Branca (PV) | Elquisson (PPS) | Herzem (PMDB) | Abel (PDT) | Guilherme (PT) |
| --------------------- | ---------------- | --------------- | --------------- | ------------- | ---------- | -------------- |
| TV Sudoeste           | Daniela Oliveira | 17/09/2012      | 18/09/2012      | 19/09/2012    | 20/09/2012 | 21/09/2012     |

### 2.º Turno
| Data          | Organizador(es) | Mediador (es)  | Guilherme (PT) | Herzem (PMDB) | Ref.   |
| ------------- | --------------- | -------------- | -------------- | ------------- | ------ |
| 27 de outubro | TV Sudoeste, G1 | Judson Almeida | Presente       | Presente      | [ 16 ] |

## Resultado
| Candidato                | Vice                     | 1.º turno 7 de outubro de 2012 | 1.º turno 7 de outubro de 2012 | 2.º turno 28 de outubro de 2012 | 2.º turno 28 de outubro de 2012 |
| Candidato                | Vice                     | Votação                        | Votação                        | Votação                         | Votação                         |
| Candidato                | Vice                     | Total                          | %                              | Total                           | %                               |
| ------------------------ | ------------------------ | ------------------------------ | ------------------------------ | ------------------------------- | ------------------------------- |
| Guilherme Menezes (PT)   | Joas Meira (PSB)         | 77.061                         | 49,12%                         | 91.072                          | 56,28%                          |
| Herzem Gusmão (PMDB)     | Claudionor Dutra (PSDB)  | 63.130                         | 40,24%                         | 70.760                          | 43,72%                          |
| Abel Rebouças (PDT)      | Edenísia Fraga (PDT)     | 11.344                         | 7,23%                          | Não Participaram                | Não Participaram                |
| Edigar Mão Branca (PV)   | Alcides Santana (PV)     | 4.508                          | 2,87%                          | Não Participaram                | Não Participaram                |
| Elquisson Soares (PPS)   | Frederico Ferraz (PPS)   | 831                            | 0,53%                          | Não Participaram                | Não Participaram                |
| → Total de votos válidos | → Total de votos válidos | 156.874                        | 91,09%                         | 161.832                         | 95,65%                          |
| → Votos em branco        | → Votos em branco        | 4.390                          | 2,55%                          | 2.122                           | 1,25%                           |
| → Votos nulos            | → Votos nulos            | 10.964                         | 6,37%                          | 5.236                           | 3,09%                           |
| Total                    | Total                    | 172.228                        | 79,99%                         | 169.190                         | 78,58%                          |
| Abstenções               | Abstenções               | 43.071                         | 20,01%                         | 46.109                          | 21,42%                          |
| Total de inscritos       | Total de inscritos       | 215.299                        | 100%                           | 215.299                         | 100%                            |

## Câmara de Vereadores
Para o quadriênio 2013-2016 foram eleitos 21 vereadores.
| Vereadores eleitos em Vitória da Conquista - 2012 | Vereadores eleitos em Vitória da Conquista - 2012 | Vereadores eleitos em Vitória da Conquista - 2012 | Vereadores eleitos em Vitória da Conquista - 2012 |
| Candidato (a)                                     | Partido                                           | Votos                                             | %                                                 |
| ------------------------------------------------- | ------------------------------------------------- | ------------------------------------------------- | ------------------------------------------------- |
| Lúcia Rocha                                       | DEM                                               | 4.122                                             | 2,57%                                             |
| Professor Cori                                    | PT                                                | 4.020                                             | 2,50%                                             |
| Fernando Jacaré                                   | PT                                                | 3.953                                             | 2,46%                                             |
| Gilzete Moreira                                   | PSB                                               | 3.520                                             | 2,19%                                             |
| Álvaro Pithon                                     | DEM                                               | 3.172                                             | 1,97%                                             |
| Florisvaldo                                       | PT                                                | 2.688                                             | 1,67%                                             |
| Ricardo Babão                                     | PSL                                               | 2.471                                             | 1,54%                                             |
| Dr. Anderson                                      | PCdoB                                             | 2.422                                             | 1,51%                                             |
| Ademir Abreu                                      | PT                                                | 2.406                                             | 1,50%                                             |
| Irma Lemos                                        | PTB                                               | 2.386                                             | 1,49%                                             |
| Nelson de Vivi                                    | PCdoB                                             | 2.381                                             | 1,48%                                             |
| Arlindo Rebouças                                  | PMN                                               | 2.370                                             | 1,48%                                             |
| Luciano Gomes                                     | PR                                                | 2.243                                             | 1,40%                                             |
| Cícero da Hospec                                  | PV                                                | 2.181                                             | 1,36%                                             |
| Bibia                                             | PSDB                                              | 2.129                                             | 1,33%                                             |
| Júlio Honorato                                    | PT                                                | 2.020                                             | 1,26%                                             |
| Joaquim Libarino                                  | PCdoB                                             | 1.900                                             | 1,18%                                             |
| Juvêncio da Saúde                                 | PV                                                | 1.838                                             | 1,14%                                             |
| Pastor Sídnei                                     | PRB                                               | 1.584                                             | 0,99%                                             |
| Adinilson Oliveira                                | PSB                                               | 1.582                                             | 0,98%                                             |
| Hermínio Oliveira                                 | PDT                                               | 1.501                                             | 0,93%                                             |